# 下定决心Hand in Hand/最喜欢的话就没问题！
《下定决心Hand in Hand/最喜欢的话就没问题！》（日语：決めたよHand in Hand/ダイスキだったらダイジョウブ！）是高海千歌（伊波杏树）、樱内梨子（逢田梨香子）、渡边曜（齐藤朱夏）的单曲，是电视动画《Love Live! Sunshine!!》的插入曲，已于2016年8月3日由Lantis发售。

## 概要
本单曲为双A面单曲，也是电视动画《Love Live! Sunshine!!》的插入曲首作，其中下定决心Hand in Hand是动画第1话插曲；最喜欢的话就没问题！则是动画第3话插曲，也是动画剧情中Aqours成立后首次Live时演唱的歌曲。该单曲碟不是以“Aqours”名义，而是以“高海千歌（CV.伊波杏樹）、樱内梨子（CV.逢田梨香子）、渡边曜（CV.齐藤朱夏）”的名义发售。初回限定CD还附赠了特别版封面（与歌词小册子尺寸相同、但画像不同的纸卡）。
单曲发行首日，在Oricon公信榜日榜排名第9，周榜最高排名第5，并登上当周动画歌曲排名榜首。当月销量位列Oricon单曲榜第11位及动画单曲第1位。

## 收录曲目
括号中的中文翻译仅供参考，并非官方翻译。
1. （下定决心Hand in Hand）
  - 作詞：畑亚贵，作曲、编曲：渡边拓也（日语：渡辺拓也）
2. （最喜欢的话就没问题！）
  - 作詞：畑亚贵，作曲、编曲：高田晓（日语：高田暁）
3. (Off Vocal)
4. (Off Vocal)